# Ројал Пам Бич (Флорида)
Ројал Пам Бич (енгл. Royal Palm Beach) град је у америчкој савезној држави Флорида.

## Демографија
По попису из 2010. године број становника је 34.140, што је 12.617 (58,6%) становника више него 2000. године.
| Група             | 2000.          | 2010.          |
| Белци             | 14.934 (69,4%) | 17.445 (51,1%) |
| Афроамериканци    | 3.059 (14,2%)  | 7.738 (22,7%)  |
| Азијати           | 567 (2,6%)     | 1.435 (4,2%)   |
| Хиспаноамериканци | 2.546 (11,8%)  | 6.950 (20,4%)  |
| Укупно            | 21.523         | 34.140         |

## Партнерски градови
- Калараш